# Paola (Malta)
Paola er en by beliggende i den sydøstlige del af Malta. Den er en kommercielt centrum på den sydlige del af øen, kun fem kilometer fra hovedstaden Valletta. Paola har 7.864(2014) indbyggere.
Fodboldholdet Hibernians F.C. er hjemhørende i byen.